# Наджафов, Хаял Назим оглы
Хаял Назим оглы Наджафов (азерб. Nəcəfov Xəyal Nazim oğlu; 19 декабря 1997, Сумгаит, Азербайджан) — азербайджанский футболист, полузащитник клуба «Туран». Выступал в сборной Азербайджана.

## Биография
Хаял Наджафов родился 19 декабря 1997 года в городе Сумгаит. В 2003—2014 годах обучался в средней школе № 24 города Сумгаита. Является студентом факультета бизнеса Тбилисского университета имени Св. Григола Перадзе. Футболом начал заниматься в возрасте 8 лет в спортивной школе г. Сумгаита под руководством Таги Мамедова.

## Чемпионат
Является воспитанником ФК «Сумгаит», в малых возрастных группах которого начал выступление в детском возрасте. На данный момент является неизменным игроком основного состава клуба.
Статистика выступлений в чемпионате Азербайджана по сезонам:
| № | Сезон       | Клуб      | Игр | В запасе | Голов |
| - | ----------- | --------- | --- | -------- | ----- |
| 1 | 2014 / 2015 | «Сумгаит» | 16  | 6        | 0     |
| 2 | 2015 / 2016 | «Сумгаит» | 14  | 20       | 0     |
| 3 | 2016 / 2017 | «Сумгаит» | 21  | 1        | 0     |

## Кубок
Статистика выступлений в Кубке Азербайджана по сезонам:
| № | Сезон       | Клуб      | Игр | В запасе | Голов |
| - | ----------- | --------- | --- | -------- | ----- |
| 1 | 2015 / 2016 | «Сумгаит» | 2   | 1        | 0     |
| 2 | 2016 / 2017 | «Сумгаит» | 1   | 0        | 1     |

## Сборная Азербайджана
В конце 2015 года был призван в юношескую сборную Азербайджана до 19 лет. Является также игроком молодёжной сборной Азербайджана, в составе которого дебютировал в 2016 году.